# Auximella typica
Espèce
Auximella typica est une espèce d'araignées aranéomorphes de la famille des Macrobunidae.

## Distribution
Cette espèce est endémique du Pérou. Elle se rencontre vers Arapa.

## Description
Les femelles mesurent de 8 à 9 mm.

## Systématique et taxinomie
Cette espèce a été décrite par Strand en 1908.

## Publication originale
- Strand, 1908 : « Exotisch araneologisches.-I. Amerikanische hauptsächlich in Peru, Bolivien und Josemitetal in Californien gesammelte Spinnen. » Zeitschrift für die gesammten Naturwissenschaften, vol. 61, no 5, p. 223-295 (texte intégral).